# Double meurtre d'Arboga
Le double meurtre d'Arboga est une affaire criminelle qui a suscité une vive émotion en Suède et qui a été suivie par la presse internationale notamment en Allemagne. Le 17 mars 2008, deux enfants âgés d'un an et trois ans sont sauvagement tués à coups de marteau dans la petite ville d'Arboga en Suède. Leur mère est également grièvement blessée mais survit à ses blessures. Une ressortissante allemande, Christine Schürrer, est arrêtée deux semaines plus tard à Hanovre et est extradée vers la Suède pour y être jugée. Bien que niant les faits, elle est condamnée à la réclusion criminelle à perpétuité, peine confirmée en appel.

## L'enquête

### Le double meurtre
Le 17 mars 2008, deux enfants - Maximilian (3 ans) et Saga (1 an) - et leur mère, Emma Jangestig (23 ans) sont retrouvés grièvement blessés à leur domicile d'Arboga. Les enfants sont déclarés morts à leur arrivée à l'hôpital, tandis que leur mère, qui perd connaissance pendant son transport en ambulance, est transférée au service de neurochirurgie de l'hôpital universitaire d'Uppsala. Elle y est opérée, puis est plongée dans un coma artificiel jusqu'au 27 mars, date à laquelle elle n'a plus besoin d'assistance respiratoire et est réveillée par les médecins.
Nicklas Jangestig, père des enfants et ex-mari d'Emma Jangestig est appréhendé le soir du meurtre, mais il est relâché dès le lendemain après vérification de son alibi.

### Christine Schürrer
Les enquêteurs s'intéressent rapidement à une ressortissante allemande de 32 ans, Christine Schürrer, qui a été la petite-amie de Torgny Hellgren, l'actuel compagnon d'Emma Jangestig. Le 20 mars, une information judiciaire est ouverte contre Christine Schürrer pour meurtre et tentative de meurtre sur la base de ce que le droit suédois qualifie de "soupçons raisonnables", et elle est appréhendée en Allemagne. Il apparait néanmoins que la qualification de "soupçons raisonnables" est insuffisante pour que la jeune femme soit incarcérée ou extradée vers la Suède, et elle est donc immédiatement remise en liberté.
Le 24 mars, les policiers allemands font parvenir à leurs collègues suédois l'empreinte génétique de la jeune femme à fin de comparaison avec les traces relevées sur les lieux du crime, et dans le même temps, elle est reconnue par les enquêteurs sur des images filmées par les caméras de surveillance de la gare d'Arboga. Le 29 mars, une nouvelle information judiciaire est ouverte, mais cette fois sur la base de "motifs probables". Le 30 mars, Christine Schürrer est appréhendée une nouvelle fois par la police allemande. Le 1er avril, une perquisition a lieu au domicile de sa mère, et le jour suivant il est révélé que l'arme du crime était un marteau.

### Publication du dossier d'instruction sur The Pirate Bay
Avec l'ouverture du procès le 23 juillet 2008, le dossier d'instruction devient public. Le 1er août, un lien vers une version numérique du dossier est publié sur le site The Pirate Bay et quelques heures plus tard, ce lien est mentionné sur Flashbak, le plus grand forum de discussion suédois, sur lequel l'affaire a dès ses débuts suscité de nombreux échanges.
Un mois plus tard, la chaine nationale TV4 reprend l'information et révèle que le père des victimes a demandé en vain aux responsables du site de retirer du lien les photographies prises lors des autopsies de ses deux enfants. The Pirate Bay a refusé, estimant qu'un fichier ne peut pas être supprimé sur la base de considérations d'ordre privé.
Un débat s'engage alors sur la liberté d'information, l'absence de valeurs morales sur l'internet, et la nécessité d'un encadrement législatif.

## Les procès

### Profil de l'accusée
Christine Schürrer est née en 1976 à Hanovre en RFA. Étudiante, elle bénéficie d'un programme d'échange avec les États-Unis et a même l'occasion de travailler à New York. Elle étudie également en Oklahoma pendant quelque temps. Plus tard, elle travaille dans des auberges de jeunesse à Athènes et en Crète, où elle fait la connaissance en 2006 de Torgny Hellgren, avec qui elle entame une relation sentimentale. Au terme de son court séjour en Crète, Hellgren retourne seul en Suède, mais le couple reste en contact et Christine Schürrer lui rend visite par deux fois en 2006. Hellgren, qui a rencontré une nouvelle petite-amie, met toutefois fin à la relation en février 2007. Un mois plus tard, Christine Schürrer revient en Suède et entre une nouvelle fois en contact avec lui après une tentative de suicide manquée. Elle rentre ensuite en Allemagne pour quelques mois puis décide de retourner en Suède, où elle réside tout d'abord dans le centre de Stockholm avant de s'installer dans la proche banlieue à Skarpnäck. Entre février 2007 et la nuit du meurtre le 17 mars 2008, elle fait 3 tentatives de suicide liées à sa détresse sentimentale.

### En première instance
Cinquante-quatre témoins et experts sont entendus par la cour. Bien que le témoignage d'Emma Jangestig soit déclaré non recevable, Christine Schürrer est déclarée coupable des meurtres et de la tentative de meurtre le 26 août 2008. Elle est alors soumise à un examen psychiatrique qui conclut qu'elle n'est pas atteinte de troubles psychiques graves. Le 14 octobre, elle est condamnée à la réclusion criminelle à perpétuité, peine au terme de laquelle elle doit être expulsée et interdite de séjour en Suède. Elle est également condamnée à verser 457 892 couronnes de dommages et intérêts à Emma Jangestig et 131 329 couronnes aux autres parties civiles. L'avocat de Christine Schürrer fait appel de la condamnation le 29 octobre.

### En appel
Le procès en appel s'ouvre le 4 décembre 2008. De nombreux témoignages enregistrés lors du premier procès sont diffusés durant l'audience. Le seul élément nouveau provient de l'un des deux experts dont la déposition en première instance avait conduit la cour à déclarer non recevable le témoignage d'Emma Jangestig. En appel, cet expert revient sur ses propos, et déclare qu'il est possible qu'Emma Jangestig ait, malgré ses blessures, des souvenirs des événements précédant l'agression dont elle et ses enfants ont été victimes. Le 16 février, la cour d'appel de Svea confirme la condamnation à la réclusion criminelle à perpétuité et l'interdiction de séjour. Les dommages et intérêts sont par ailleurs augmentés de 100 000 couronnes pour chacun des parents.

### Transfert en Allemagne
Le 29 mars 2012, Christine Schürrer est transférée à la prison de Vechta dans le nord de l'Allemagne pour y purger le reste de sa peine.